# Trematolobelia wimmeri
Trematolobelia wimmeri är en klockväxtart som beskrevs av Otto Degener och Irmgard Degener.
Trematolobelia wimmeri ingår i släktet Trematolobelia och familjen klockväxter. Inga underarter finns listade i Catalogue of Life.